# 2 Tracks
2 Tracks (oficjalnie bez tytułu, nazywane również Sunburn/Overdue Demo) – demo angielskiego zespołu rockowego Muse. Zostało wydane w 1999 roku przez wytwórnię Mushroom Records podczas nagrywania płyty Showbiz.
Demo zawiera wczesne wersje utworów "Sunburn" i "Overdue", znacznie różniące się od tych, które pojawiły się na albumie. "Sunburn" posiada inny tekst, a także intro grane w całości na gitarze, w przeciwieństwie do wersji z Showbiz, gdzie początek Matthew Bellamy zagrał na pianinie.
9 grudnia 2007 roku demo zostało wystawione na aukcji i osiągnęło cenę 310 funtów.

## Lista utworów
1. "Sunburn"
2. "Overdue"